# Potsdam
Pour les articles homonymes, voir Potsdam (homonymie).

Logo de la ville de Potsdam

Potsdam (/ˈpɔt͡sdam/) est la capitale et ville la plus peuplée du land de Brandebourg avec 183 154 habitants (31 décembre 2021). Située sur la Havel, Potsdam est limitrophe de Berlin au sud-ouest et compte parmi les villes prospères de son agglomération, qui compte environ 4,7 millions d'habitants.
La ville est connue comme ancienne ville de résidence des rois de Prusse, avec de nombreux châteaux et parcs et un important centre-ville bourgeois. Ces paysages culturels constituent depuis  1990 le plus grand ensemble de sites allemands classés au patrimoine mondial de l'UNESCO. 
Les studios de Babelsberg, fondés dans le quartier de Babelsberg en 1912, comptent aujourd'hui parmi les centres de production cinématographique et télévisuelle les plus modernes d'Allemagne et d'Europe. À ce titre, Potsdam est membre du réseau des villes créatives UNESCO depuis 2019.
Depuis le milieu du XIXe siècle, Potsdam est aussi un centre scientifique européen. Il regroupe aujourd'hui trois universités publiques et plus de trente instituts de recherche.

## Histoire
| Appartenances historiques Marche de Brandebourg (1157 – 1806) Royaume de Prusse (province de Brandebourg) (1806 – 1918) République de Weimar (1918 – 1933) Reich allemand (1933 – 1945) Allemagne occupée (1945 – 1949) République démocratique allemande (1949 – 1990) Allemagne (1990 – présent) |

Potsdam a probablement été fondée au Xe siècle ; la ville a été mentionnée pour la première fois en 993. Le village fut petit et sans importance jusqu'à ce qu'il fut choisi comme résidence par l'électeur Frédéric-Guillaume Ier. Frédéric Guillaume Ier fit de Potsdam un centre administratif et surtout une ville de garnison à tel point que les trois quarts de sa population se composaient de militaires. La ville fut aussi adoptée comme résidence par la maison royale de Prusse. La plupart de ses bâtiments prestigieux furent construits sous le règne de Frédéric le Grand.
Alexandre Ier, tsar de toutes les Russies et Frédéric-Guillaume III de Prusse se rencontrent à Potsdam, et jurent sur le tombeau du grand Frédéric II de Prusse de ne plus jamais se séparer avant la victoire sur la France.
Le palais de Sanssouci est son monument le plus connu. Alors que Berlin était la capitale officielle de la Prusse et plus tard de l'Empire allemand, la Cour restait à Potsdam. La ville perdit son statut de deuxième capitale en 1918, à la fin de la Première Guerre mondiale, à l'abdication de l'empereur Guillaume II.
C'est à Potsdam qu'eut lieu le 21 mars 1933 la première mise en scène de propagande nazie par Joseph Goebbels, connue sous le nom de « Journée de Potsdam ».
À la fin de la Seconde Guerre mondiale, le 14 avril 1945, Potsdam connaît un bombardement britannique. Trois mois plus tard les Alliés, victorieux du Reich, tiennent entre le 17 juillet et le 2 août 1945, au Cecilienhof, la célèbre conférence, qui scella le sort des pays vaincus.
Le gouvernement de la RDA, souhaitant faire disparaître les symboles du militarisme prussien, fit raser un grand nombre de bâtiments historiques.
Sous le régime communiste, Potsdam était également à la frontière de la partie ouest de Berlin, la construction du mur qui divisa la ville l'isola un peu plus de la métropole. Ainsi, on ne pouvait accéder directement à Berlin-Est, la capitale de la RDA, qu'en empruntant la Bundesautobahn 10 (Berliner Ring) par le sud, ainsi par cet itinéraire, le centre-ville de Berlin était distant de 71 km de celui de Potsdam.
Après la réunification, Potsdam est devenue la capitale du nouveau Land de Brandebourg.
Potsdam abrite le siège de la Fondation pour les châteaux et jardins prussiens de Berlin-Brandebourg, organisme qui s'occupe de la sauvegarde du patrimoine culturel et historique de la Prusse.

## Géographie
Potsdam se trouve au sud-ouest  de Berlin. Le point le plus haut de Potsdam est Ravensberg avec 114,2 mètres. Le point le plus bas est situé à 29 mètres. La superficie de Potsdam est composée à 75 % d'espaces verts, d'étendues d'eau et de terrains agricoles, le restant étant des terrains construits.
Dans l'ensemble, on trouve environ vingt plans d'eau à Potsdam. Dans le centre urbain, on trouve par exemple : le lac de Templin, le Heiliger See (en), l'Aradosee (de), le Tiefer See (en) et le Griebnitzsee. À l'extérieur de la ville, on trouve notamment le Sacrower See, le Lehnitzsee (de), le Groß Glienicker See (en) et le Weißer See (en). Beaucoup de ces lacs sont reliés par la Havel.

### Climat
| Mois                                     | Jan  | Fév  | Mar | Avr | Mai  | Jui  | Jul  | Aoû  | Sep  | Oct | Nov | Déc | Année |
| ---------------------------------------- | ---- | ---- | --- | --- | ---- | ---- | ---- | ---- | ---- | --- | --- | --- | ----- |
| Moyenne des températures (°C)            | -1,1 | -0,3 | 3,3 | 8,3 | 13,4 | 16,8 | 18,4 | 17,7 | 14,2 | 8,9 | 4,2 | 0,7 | 8,7   |
| Moyenne des précipitations (millimètres) | 44   | 39   | 32  | 42  | 47   | 66   | 71   | 71   | 45   | 47  | 46  | 40  | 590   |

## La cité interdite ou le contre-espionnage soviétique à Potsdam
Ivan Serov, premier directeur général du KGB (1954-1958), du GRU (1958-1962) et général du NKVD, fonde après la guerre le quartier général de l'administration du contre-espionnage à Potsdam (UKR), pour garantir la sécurité et la fiabilité des membres des forces armées soviétiques. C'est une centrale d'espionnage et de contre-espionnage qui s'occupe de toutes les affaires concernant les agents occidentaux soupçonnés d'espionner les installations soviétiques.
La zone entre le Neuer Garten et le Pfingstberg a la réputation d'être une « ville interdite », une ville dans la ville ; on l'appelle « das Militärstädtchen Nr. 7 » (La petite ville militaire no 7). En 1945, il y a plus de 1 000 villas et immeubles que les troupes d’occupation soviétiques ont confisqués en Allemagne, notamment dans la « petite ville du KGB » à Potsdam.
Aujourd'hui le quartier de Nauen est à nouveau un quartier chic de la capitale régionale. Il paraît presque normal de voir des pavillons et des villas le long des parcs alors qu'avant la Réunification une promenade n'était même pas envisageable dans ce secteur. Il y avait douze tours de guet et une palissade en bois, des gardes qui surveillaient jour et nuit le secteur soviétique. À partir de 1970, un mur en béton de 2 m de haut entoure la zone avec du barbelé. Trois cent cinquante soldats du 10e bataillon de garde appartenant au KGB surveillent la zone.
Le mémorial dans la Leistikowstraße au no 7 a été installé dans l'ancienne prison de détention préventive et de garde de vue de la cité fermée soviétique. Depuis 2007, une exposition permanente informe les visiteurs sur le quartier barricadé, le contre-espionnage et le destin des prisonniers. La ville militaire no 7 était une ville autosuffisante avec chauffage, polyclinique, magasins, hôtel, clubs d’officiers et appartements. Seuls les enfants devaient quitter le microcosme russe pour se rendre à l’école. Cent cinquante officiers avec leurs familles et 350 soldats vivaient dans cette petite bourgade militaire. Les derniers sont partis en 1994, donc bien après la réunification de l’Allemagne. C'est la 3e direction du KGB qui était chargée du contre-espionnage militaire, mais elle recrutait aussi des officiers du GRU et de la sécurité interne du renseignement extérieur du KGB, la section « K » de la Première Direction principale pour les organismes à l’étranger comme en Allemagne. Le quartier général était logé dans un ex-internat pour filles Kaiserin-Augusta-Stift. L'immeuble voisin servait aux interrogatoires pour le contre-espionnage et la maison d'à-côté Leistikowstraße 1, ex-siège de l'organisation protestante d'aide aux femmes de l'Empire, devint la maison d'arrêt pour les détentions provisoires.
Depuis le 15 août 2014, un sentier historique nommé « Ville des services secrets soviétiques » de 2,5 km de long informe avec des panneaux et des applications sur les téléphones portables sur le passé de ville du KGB no 7 (« Geschichtspfad Sowjetische Geheimdienststadt »).

## Un vaste plan de réhabilitation
Un plan ambitieux d'assainissement et de réhabilitation de grande envergure est lancé en octobre 1990 par la société Sanierungsträger Potsdam - Gesellschaft der behutsamen Stadterneuerung GmbH afin de redonner à la ville l'aspect qu'elle avait avant les destructions des bombardements de 1945 et la période communiste de l'ancienne RDA où le manque de moyens a fait tomber en ruines bâtiments historiques et maisons privées. Potsdam était une capitale royale à vocation résidentielle. Le bâti d'avant-guerre témoignait de ce passé prestigieux. Le plan de réhabilitation des années 1990 est indépendant du plan de sauvegarde et d'entretien des parcs et châteaux de Berlin-Brandebourg géré par une institution publique composée de plusieurs collectivités territoriales « Stiftung preußische Schlösser und Gärten Berlin-Brandenburg » créée en 1995 par la fusion des organismes de l'Allemagne de l'Ouest et de l'Allemagne de l'Est. Depuis 2006, la société d'assainissement est devenue le « Konzernverbund proPotsdam GmbH » composé à 90 % de l'ancienne société et à 10 % la Brandenburgische Sparkasse (Caisse d'épargne du Brandebourg).
Le projet s'est essentiellement concentré sur 30,3 hectares du centre-ville englobant le Vieux et Nouveau Marché, le Plantage, la place d'Armes et le jardin de plaisance où se trouvait le château royal. En dehors de cette aire privilégiée, la réhabilitation du quartier hollandais et des rues des deux extensions baroques sont très symboliques pour l'image touristique et commerciale de la nouvelle capitale brandebourgeoise.

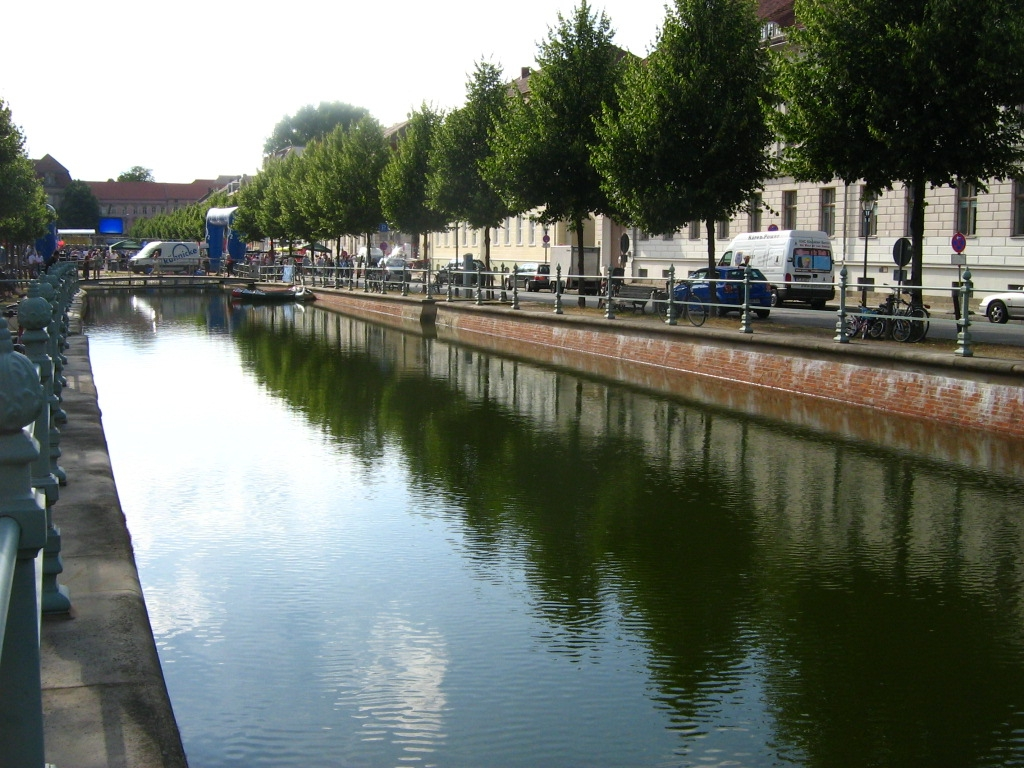
Canal rénové de Potsdam, rempli d'eau pour des compétitions de canoë en 2007.

Cela implique la destruction de bâtiments de l'époque communiste, la réorganisation des routes d'après le modèle historique entre le Lange Brücke (terminé en 2009) et la rue Friedrich-Ebert, la reconstruction de façades ou parties extérieures de certains bâtiments-phares de l'histoire de la ville qui avaient disparu ou étaient très endommagés comme le château abritant aujourd'hui le parlement régional de Brandebourg, l'hôtel de ville, l'église Saint-Nicolas, le palais Barbareni ou le Brocksches Palais. Plus globalement, le plan de rénovation inclut le ravalement et la restauration des monuments existants, mais aussi des façades des maisons bourgeoises de style baroque. Il est également décidé de refaire l'ancien canal par tronçons. Le premier tronçon dans la Yorkstraße est achevé bien qu'il n'y ait pas d'eau pour l'instant. Il est aménagé avec des arbres et des bancs pour rappeler le cachet des villes hollandaises.
Certaines parties du projet global sont remises en cause par la population et les partis de gauche pour des raisons diverses : c'est le cas de la reconstruction de la symbolique église de la garnison, qui est irrémédiablement associée par certains à la journée de Potsdam et au passé impérialiste et militariste de la Prusse. À l'inverse, la destruction de l'hôtel Mercure, ancien Interhotel Potsdam, vestige de la période communiste, est controversée car il n'est peut-être pas non plus très sain de vouloir effacer systématiquement les traces architecturales de l'ancienne RDA. La même polémique tourne autour de la Haute école spécialisée (Fachhochschule) qui, dans son état objectivement délabré exigeant une rénovation urgente, est proposée à la démolition en 2017 pour y mettre des zones résidentielles en plein centre historique. En démolissant l'établissement d'enseignement supérieur, les deux rues anciennes Schwertfegerstraße et Kaiserstraße seraient rétablies.
Parce qu'il fallait faire un choix, certains quartiers de la vieille ville détruits pendant la Seconde Guerre mondiale ne feront pas partie du projet de reconstruction à l'identique, en particulier la zone entre la rivière Havel et le canal, à l'est de l'hôtel de ville. La ville de Potsdam est en perpétuel chantier aujourd'hui encore, mais l'avancement des travaux en plein centre débouche sur un nouveau cachet urbain très uniforme, d'une esthétique majoritairement baroque. Depuis 1990, les retombées économiques et financières de ce vaste plan de réhabilitation sont nombreuses ; l'attractivité du nouveau centre de la nouvelle capitale régionale proche de la capitale fédérale incite et encourage les investisseurs privés tout comme les propriétaires individuels à se lancer dans des projets immobiliers ou des travaux d'assainissement qui redonnent aux immeubles, pavillons et villas une plus-value évidente. Par ailleurs, en raison du passé de Potsdam en tant que ville-garnison de grande importance, il y avait aussi de nombreux bâtiments militaires comme les casernes abandonnées, entre autres par l'Armée rouge. Dans le même élan de réhabilitation globale de la ville, ces anciennes casernes et leurs terrains aux alentours sont en cours de reconversion en ministère (Ministère des infrastructures et de l'aménagement du territoire dans la caserne Semper-Talis), en parcs (Bornstedter Feld) ou en bâtiments administratifs (des bureaux dans la caserne Hindenburg) ou résidentiels (dans l'ancienne Rote Kaserne ou la Caserne Potsdam-Krampnitz,).

## Culture

### Monuments et curiosités

#### Sites fréquemment visités
La ville profite aujourd'hui largement des touristes de Berlin qui viennent pour des excursions et qui profitent des transports publics entre Potsdam et la capitale allemande.
On y trouve des sites importants comme :
- le palais de Sanssouci (édifié par Knobelsdorff pour Frédéric II ; inspiré du Grand Trianon ; ce palais possède une décoration rococo). Son jardin abrite d'autres curiosités intéressantes : Charlottenhof, le Nouveau Palais, le château de l'Orangerie, la maison chinoise (Chinesisches Haus), la Friedenskirche, les bains romains dessinés par Karl Friedrich Schinkel ;
- le Nouveau Jardin (Neuer Garten), aménagé à la fin du XVIIIe siècle sur la rive du lac Sacré (Heiliger See) par Peter Joseph Lenné, avec :
  - le belvédère sur la Pfingstberg, d'architecture néo-renaissance
  - le château du Cecilienhof où s'est tenue, en 1945, la conférence de Potsdam,
  - le Palais de Marbre (Marmorpalais), transformé en musée de l'Armée fédérale ;
- dans le centre-ville de Potsdam : le quartier hollandais conçu par Johan Bouman, la place du Vieux Marché avec l'église Saint-Nicolas (Nikolaikirche) et le Château de la ville (Stadtschloss) de l'architecte von Knobelsdorff reconstruit en 2014 et siège actuel du Landtag de Brandebourg (endommagé par les bombardements de la Seconde Guerre mondiale, il avait été rasé par le régime est-allemand dans les années 1960) ; l'église Saint-Pierre et Saint-Paul ; la porte de Nauen (Nauener Tor) ; la Noacksches Haus et la Brandenburger Straße ;
- les studios de film de Babelsberg (UFA) situés à Potsdam-Babelsberg, universellement réputés ; le musée du film ;
- Museum Fluxus Plus, musée d'art moderne et contemporain ;
- parmi les monuments à voir : la tour-observatoire d'Einstein construite en 1920. Cette tour a été baptisée d'après Albert Einstein qui y mena de nombreuses études. Elle est reconnue comme l'un des plus grands chefs-d'œuvre de l'architecture expressionniste ;
- le pont de Glienicke, connu sous le nom de « Pont des espions », marque la frontière entre Potsdam et Berlin. Du 13 août 1961 au 9 novembre 1989, ce pont était un des points frontière entre Berlin-Ouest et la RDA ;
- l'église Saint-Alexandre-Nevsky, église néoclassique construite selon un projet de Vassili Stassov ;
- le palazzo Pompei ;
- le château de Babelsberg.

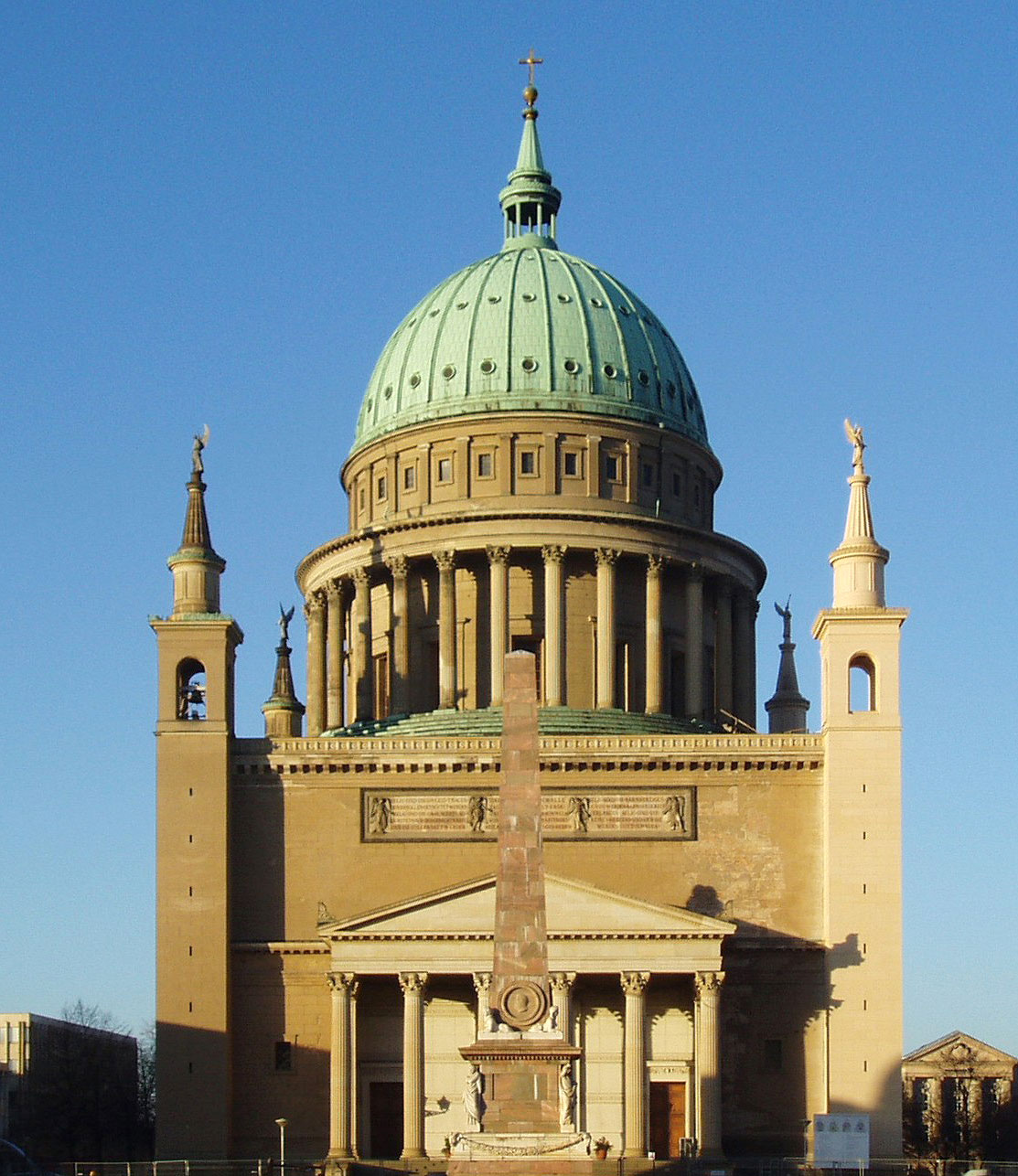
L'église Saint-Nicolas, construite par Schinkel
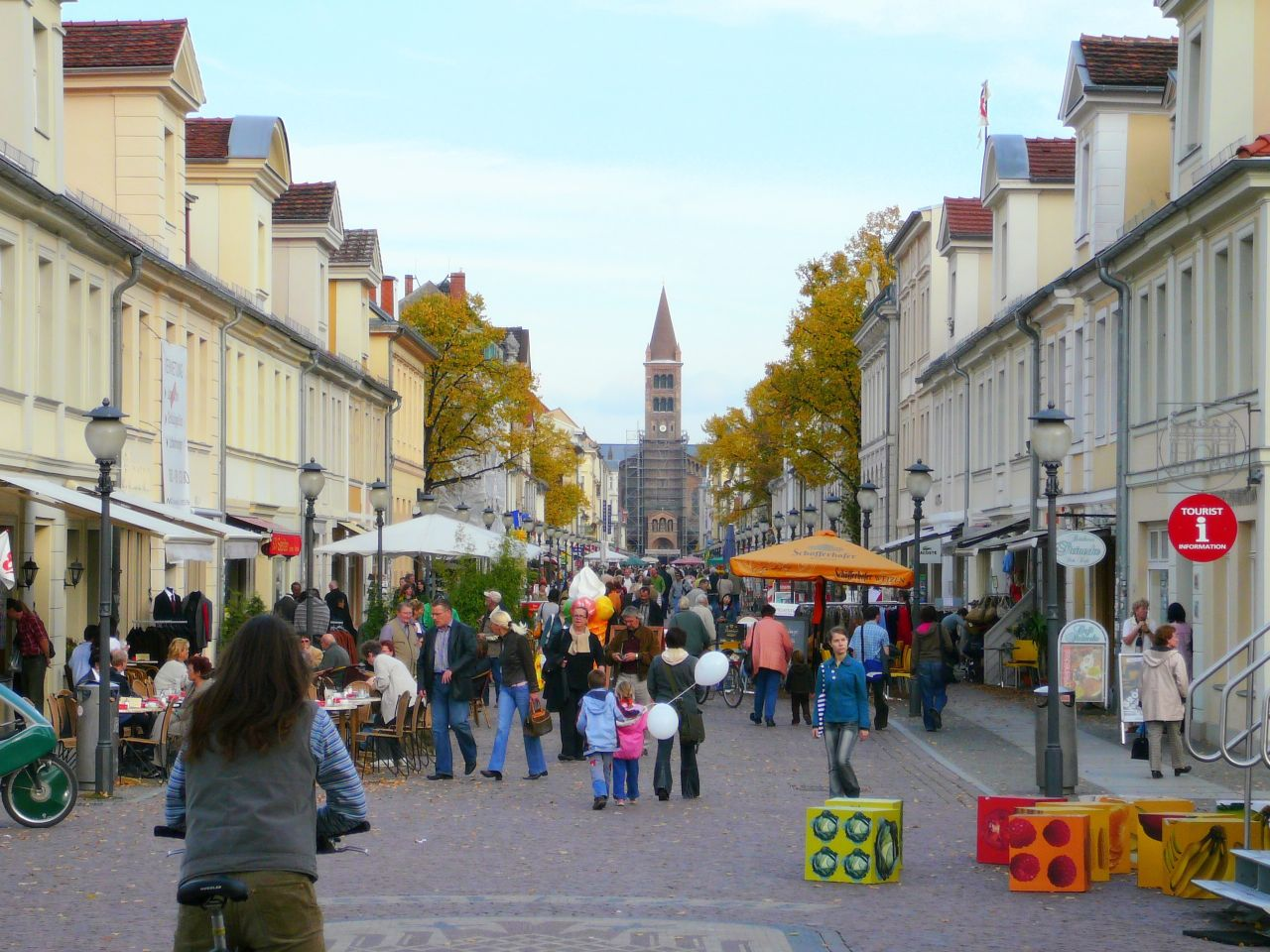
Brandenburger Straße
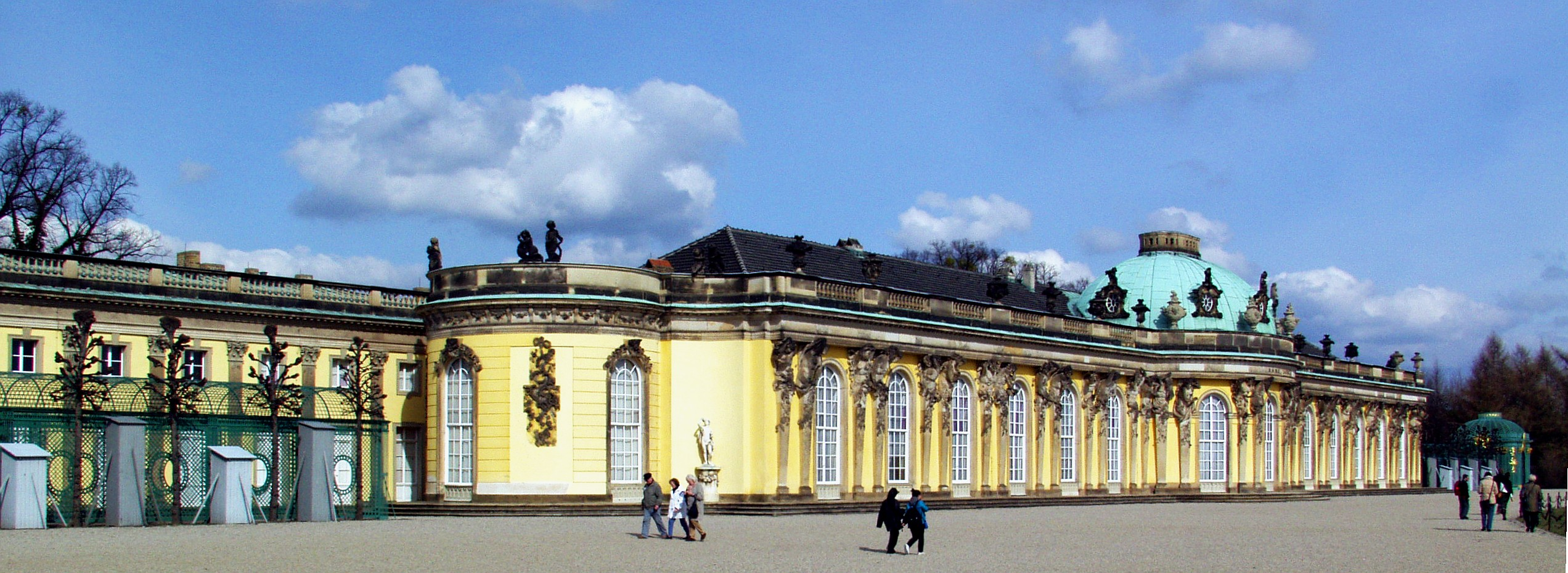
Le palais de Sanssouci
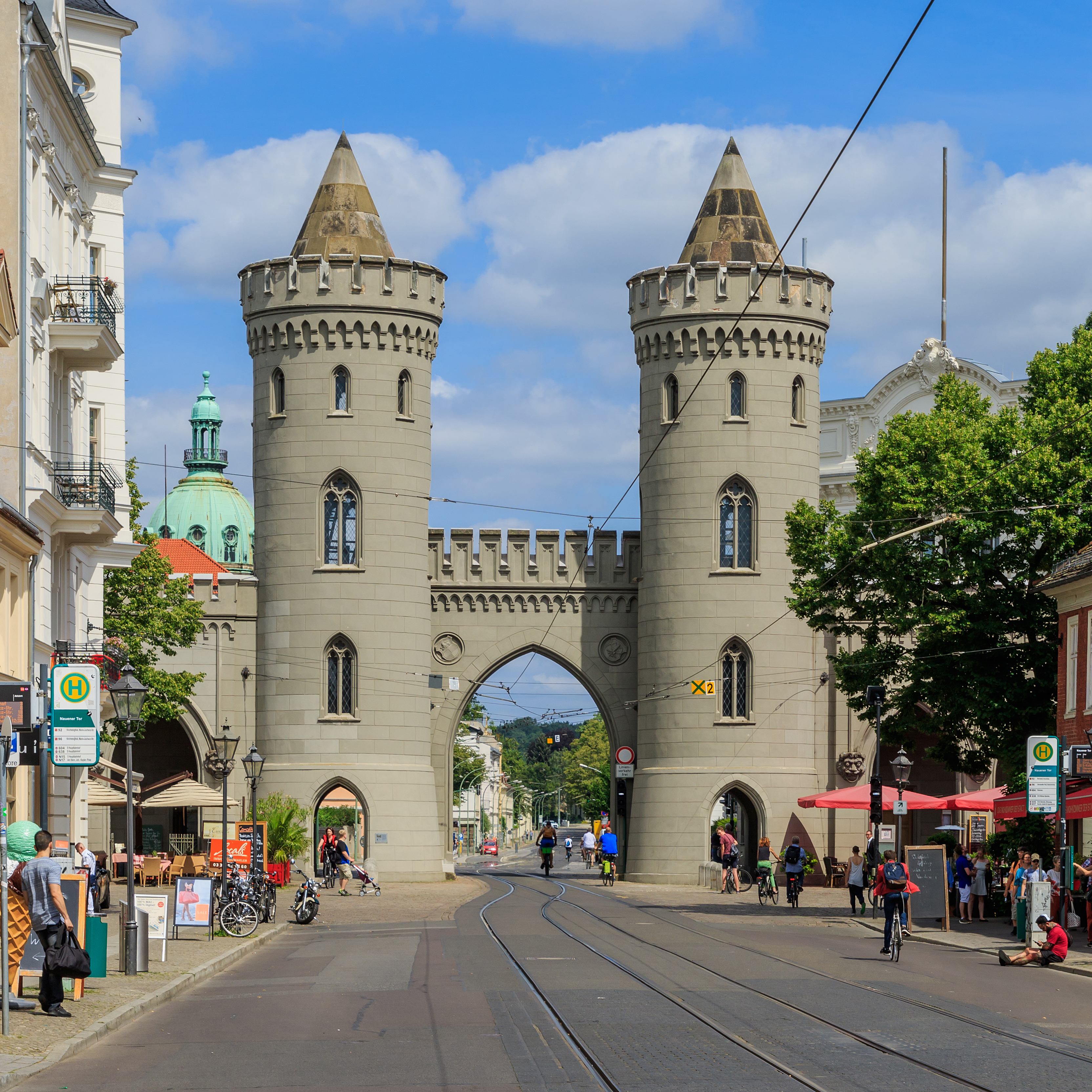
La porte de Nauen
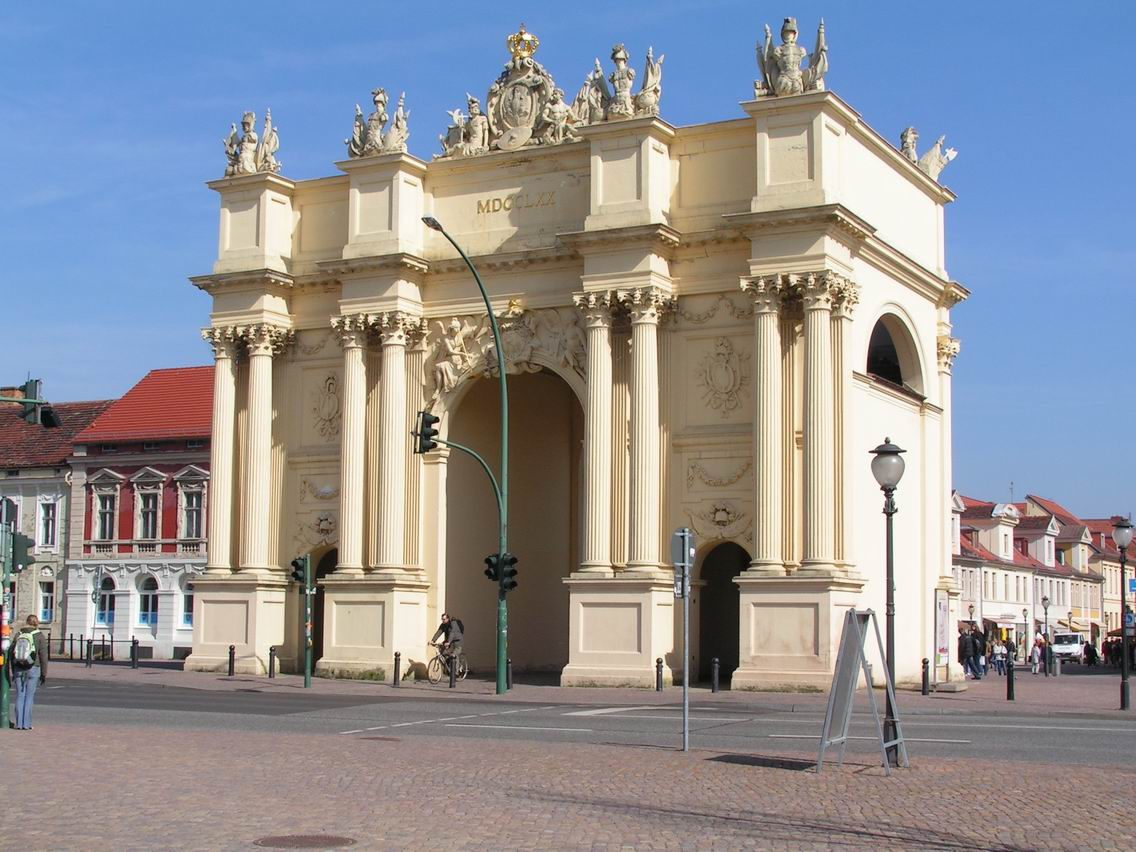
Porte de Brandebourg
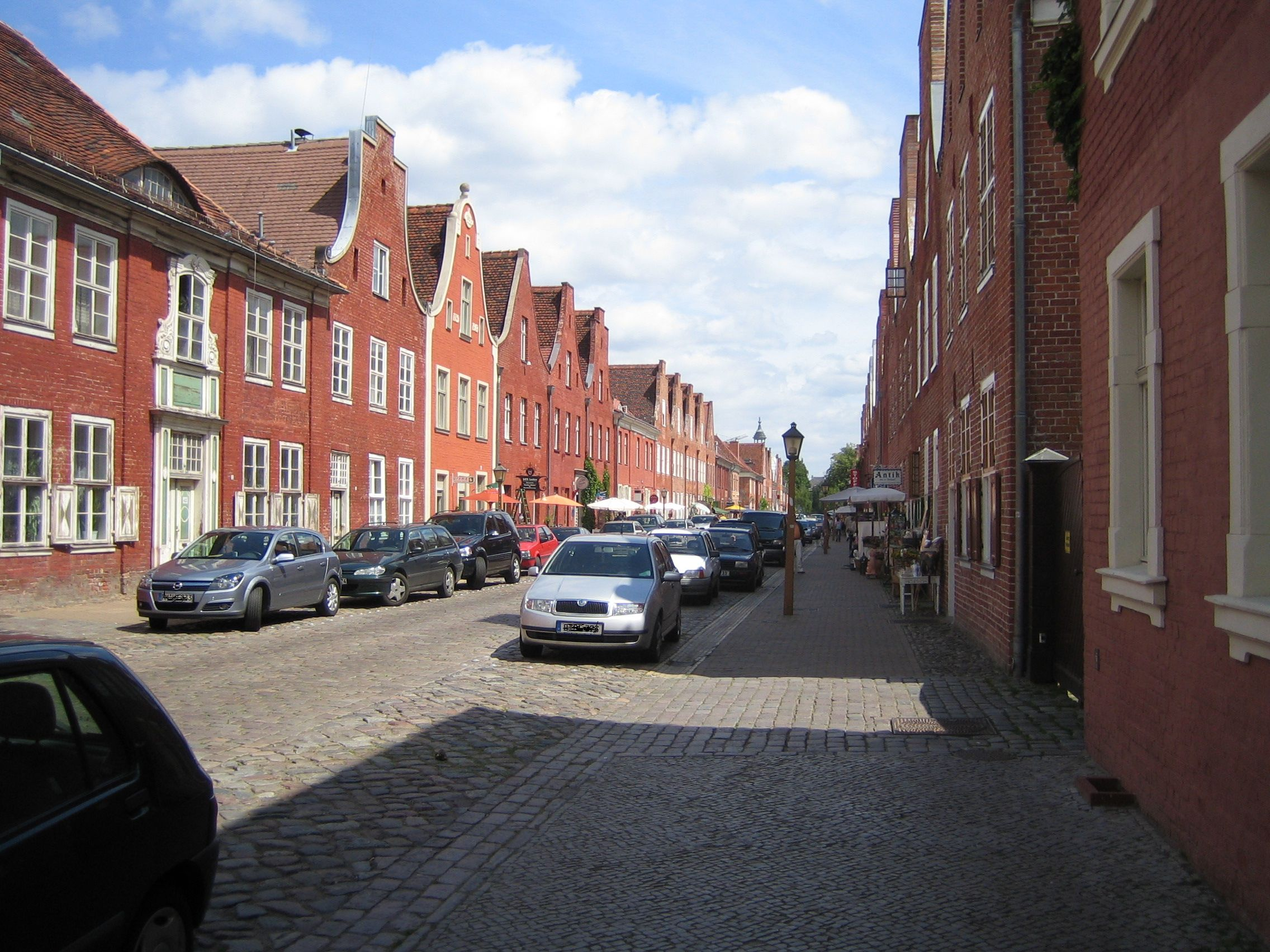
Quartier hollandais
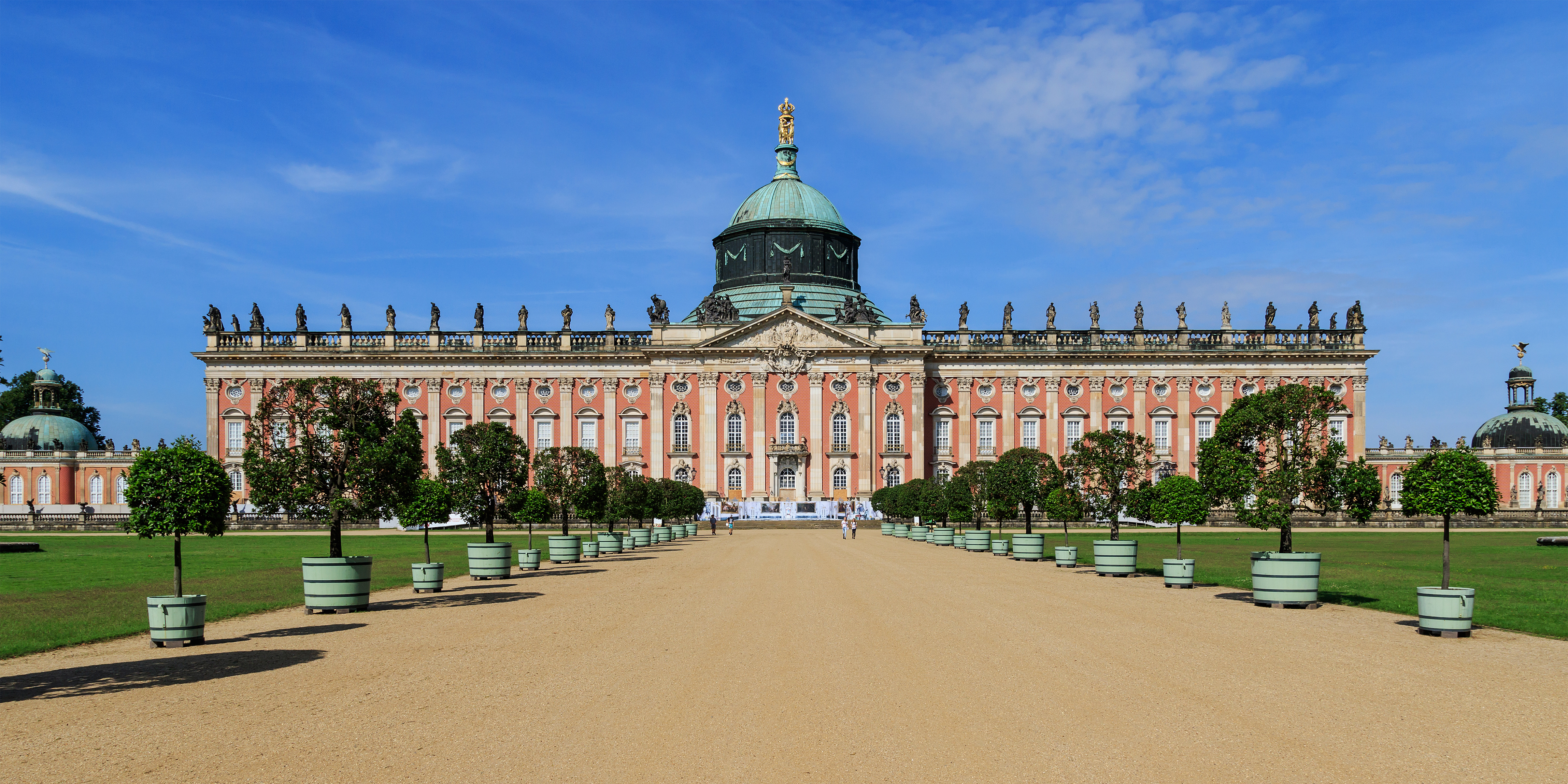
Nouveau Palais
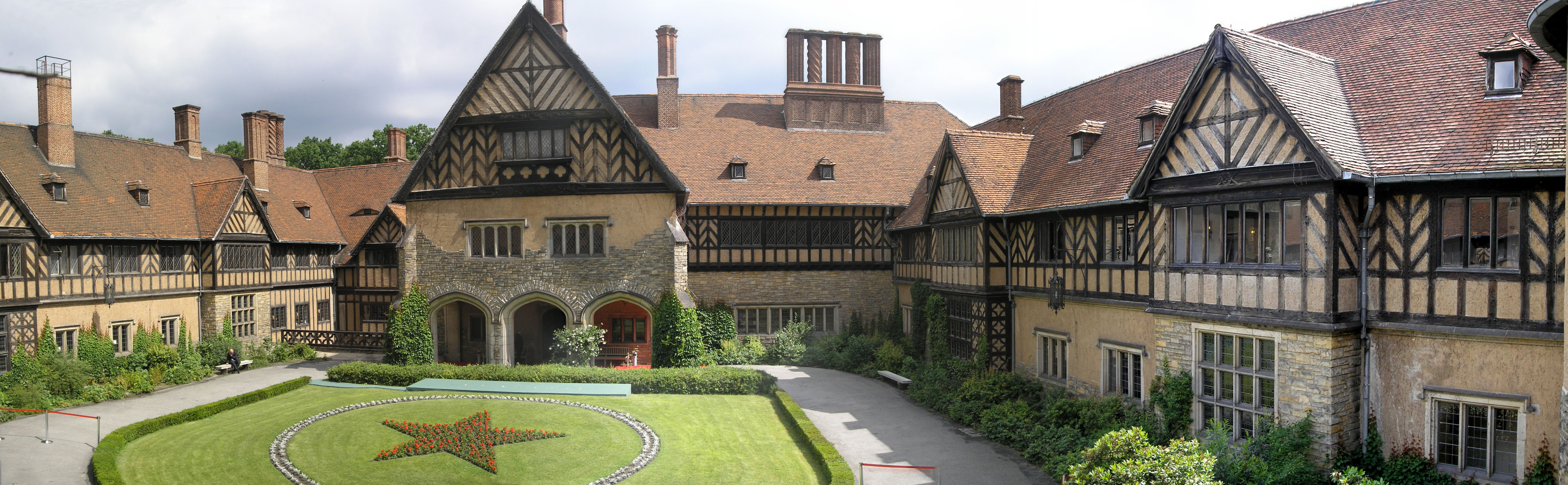
Manoir de Cecilienhof, lieu de la Conférence de Potsdam
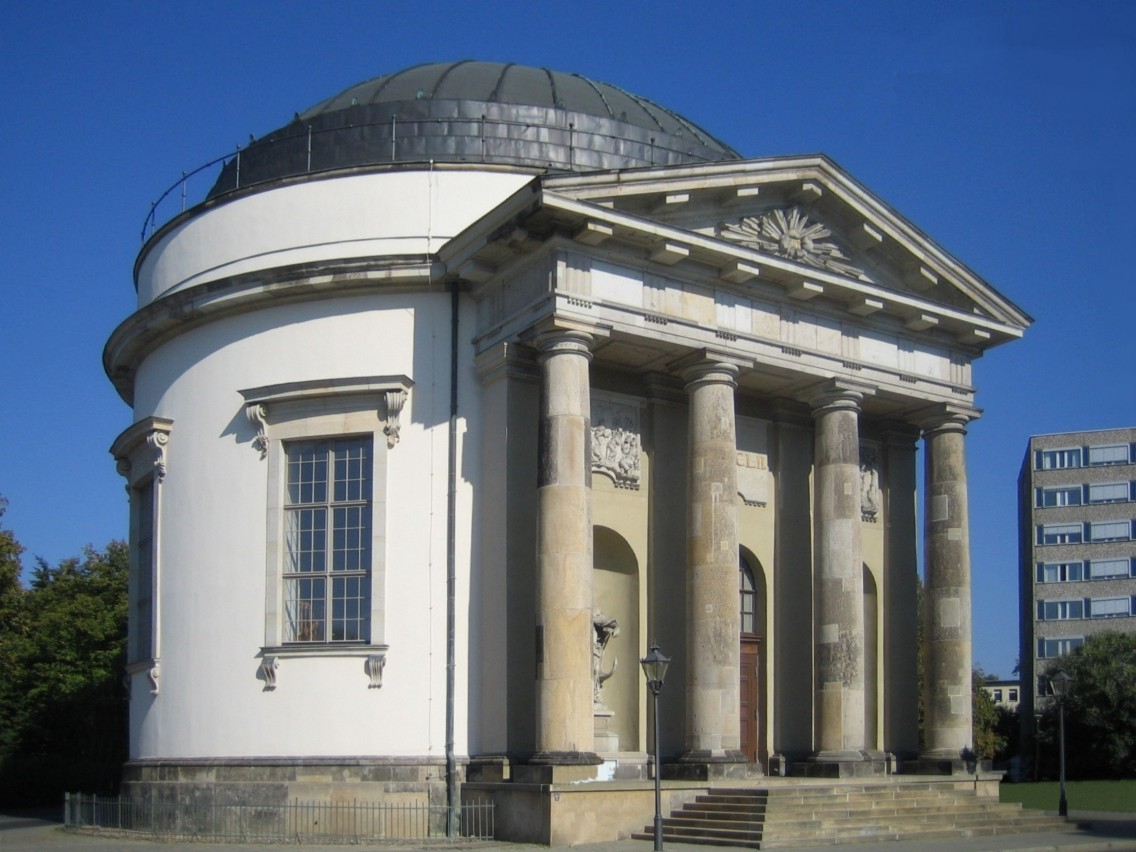
Église française
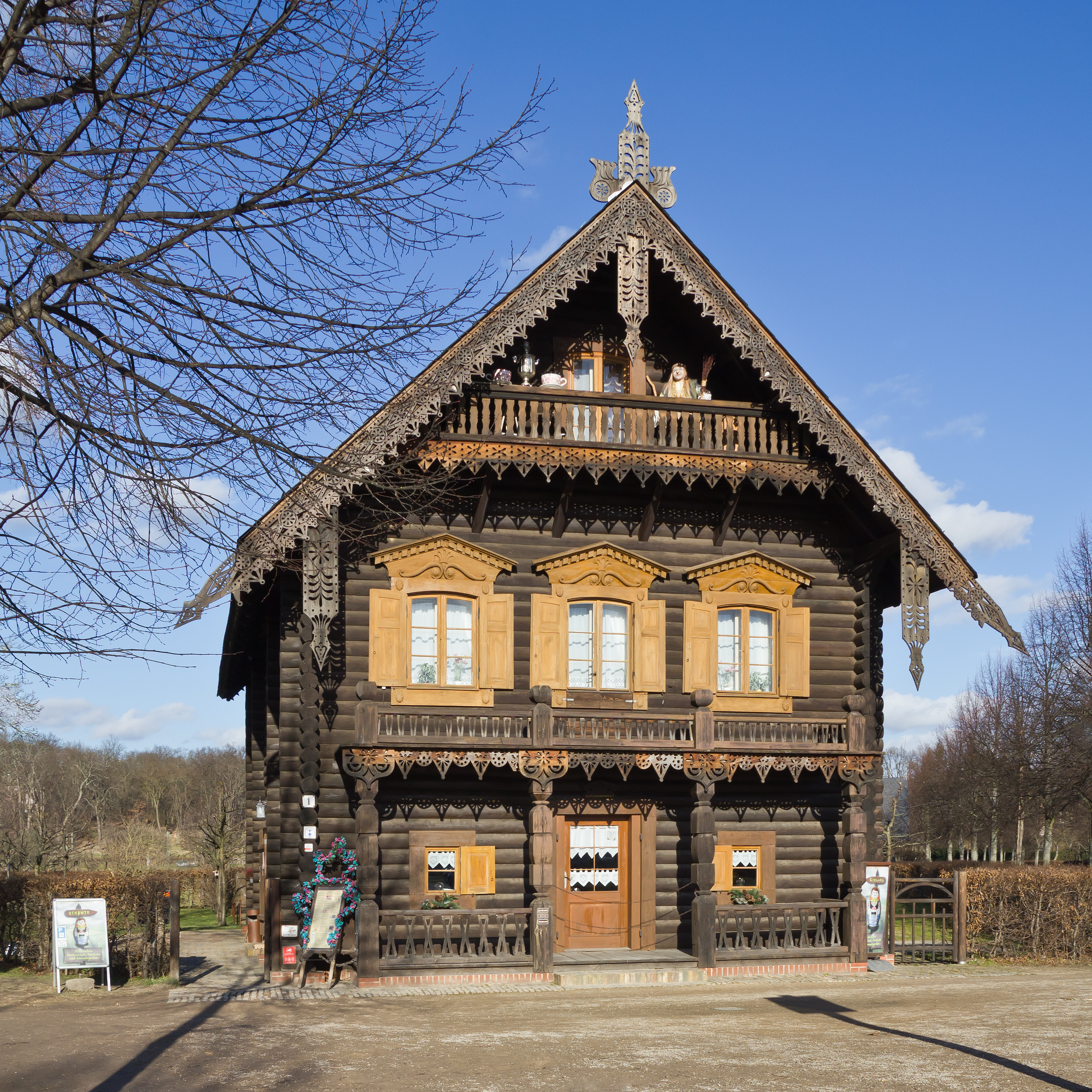
Une des maisons d’Alexandrowka ou colonie russe
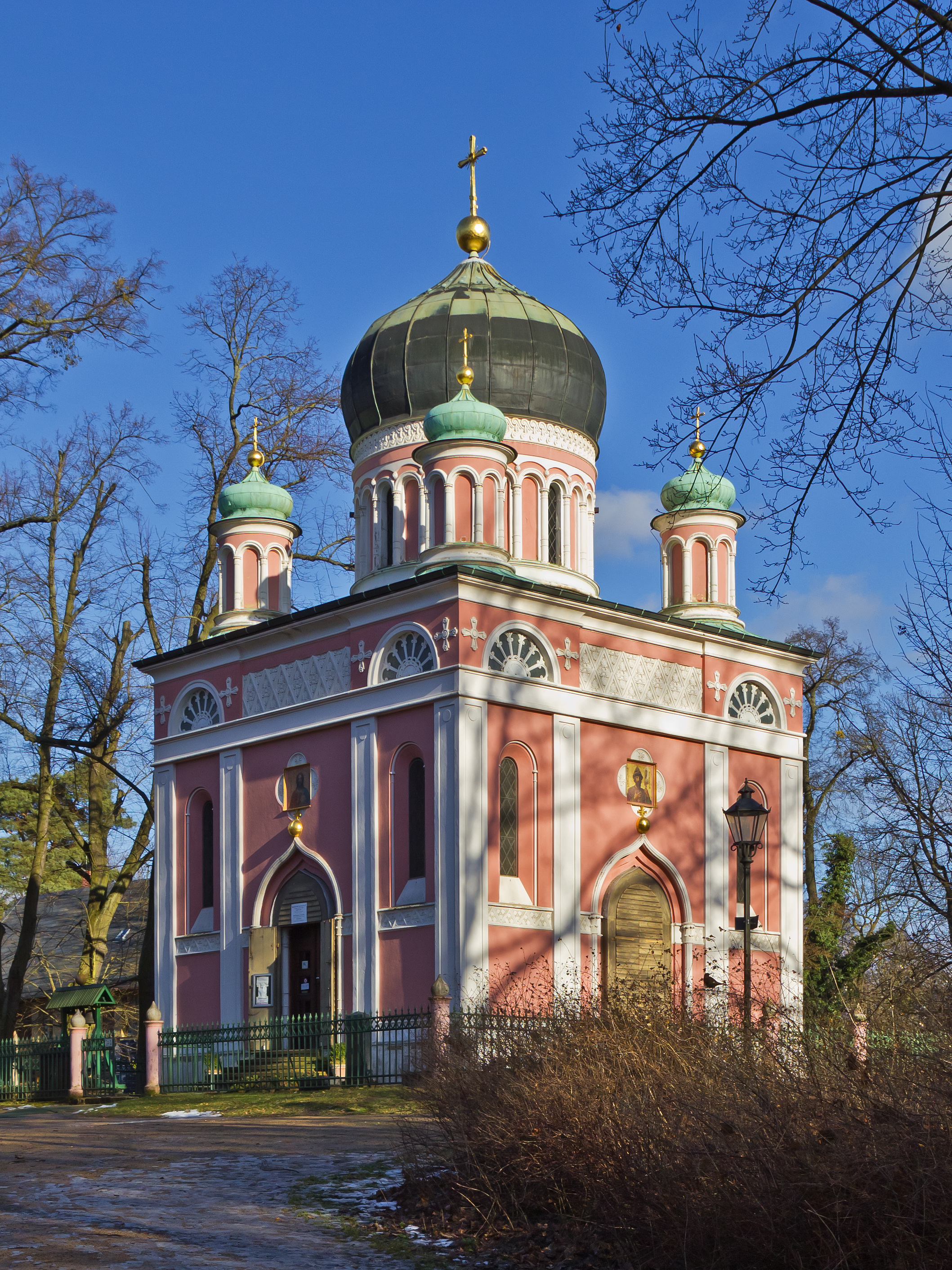
Église orthodoxe Alexander Newski
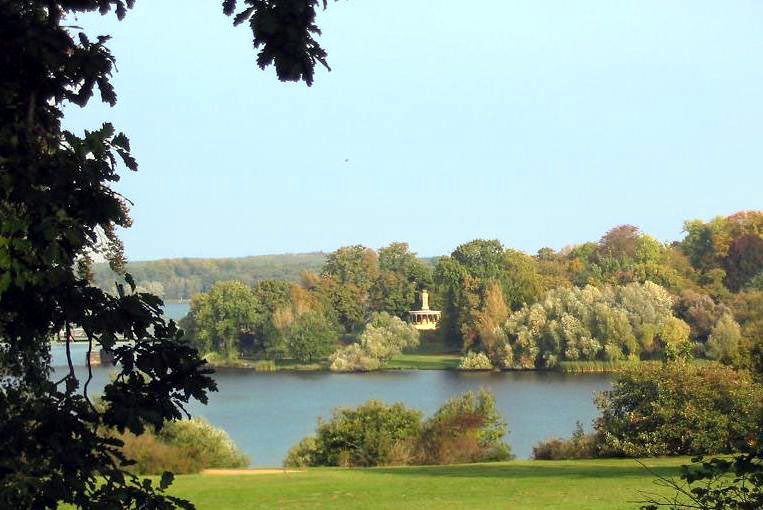
Pavillon de chasse de Glienicke

#### Patrimoine mondial de l'Humanité: châteaux et parcs de Potsdam-Berlin
Le résumé du site officiel de l'Unesco décrit le patrimoine en ces termes: « Avec ses 500 ha de parcs, ses 150 constructions édifiées entre 1730 et 1916, l'ensemble des châteaux et parcs de Potsdam constitue une entité artistique exceptionnelle dont le caractère éclectique renforce l'unicité. Cet ensemble est prolongé, dans le district de Berlin-Zehlendorf, par les châteaux et les parcs qui s'étendent sur les rives de la Havel et du lac de Glienicke ».
Pour figurer sur la Liste du patrimoine mondial, les sites doivent avoir une valeur universelle exceptionnelle et satisfaire à au moins un des dix critères de sélection.
La candidature de l'« ensemble des châteaux et parcs de Potsdam-Berlin » a été retenue sur la base des critères (i), (ii) et (iv).
- le critère no 1 met en avant le caractère éclectique et évolutif du patrimoine étudié. Ce faisant, la diversité des chefs-d'œuvre ne doit pas engendrer une impression de désunion ou de cohabitation maladroite. L'ensemble architectural et paysager de Potsdam est effectivement harmonieux dans sa diversité.
- le critère no 2 se réfère surtout aux influences multiples internationales qui fusionnent ou s'imprègnent les unes avec les autres à des degrés divers. Potsdam correspond très naturellement à ce critère en raison des modèles différents qu'ont eus les souverains brandebourgeois et les rois de Prusse avec un spectre culturel très large allant des Provinces-Unies à l'Italie en passant par la France. Le Potsdam du baroque et des Lumières  illustre l'ouverture aux autres cultures, l'accueil des réfugiés et la cohabitation des religions et des langues. Tout étant à créer, la ville sut adopter et s'approprier les compétences et l'esprit de tout ce qui était en vogue.
- le critère no 4 repose sur l'interaction qui doit être visible entre le bâti et le pouvoir monarchique qui injecte son objectif esthétique et son programme politique dans la pierre. Il a été retenu pour Potsdam uniquement pour les châteaux et leurs parcs respectifs pour une raison évidente vu le nombre peu comparable de châteaux et palais qu'on y trouve. En toute logique, le centre historique élargi aurait dû y appartenir puisqu'il reflète les différentes phases d'évolution de la ville de la bourgade provinciale à une capitale royale où, plus qu'ailleurs, souverain et soldats cohabitent au plus près. Or, les bombardements du 14 avril 1945 ont détruit le château et une partie de la vieille ville.

Le bien comprend des sites que le tourisme de masse ne connaît pas forcément :
- le parc du Sans-Souci ;
- l’avenue Lindenallee à l’ouest du Nouveau Palais ;
- l’ancienne école de formation des jardiniers ;
- l’ancienne gare ferroviaire de l’Empereur et ses environs ;
- le château de Lindstedt et ses basses-terres ;
- l’enclos du Seekoppel ;
- l’avenue de Sans-Souci ;
- l’avenue Voltaireweg ;
- le Nouveau Jardin ;
- le verger de Mirbach Wäldchen ;
- le lien entre la colline de Pfingstberg et le Nouveau Jardin ;
- la villa Henkel avec jardin ;
- la colline de Pfingstberg ;
- le jardin de la Villa Alexander ;
- le parc de Babelsberg et les accès du parc ;
- l’observatoire de Babelsberg ;
- le parc de Sacrow ;
- la Forêt royale autour du village de Sacrow ;
- la colonie russe d’Alexandrowka avec le Kapellenberg ;
- le village italien artificiel de Bornstedt ;
- le village suisse artificiel à Klein-Glienicke ;
- le parc Glienicke à Berlin ;
- la colline de Böttcherberg avec la Loggia Alexandra à Berlin ;
- le pavillon de chasse de Glienicke ;
- Le telegrafenberg.

### Sport
La ville dispose de plusieurs installations sportives :
- Ernst-Thälmann-Stadion
- Karl-Liebknecht-Stadion

## Jumelages
- Opole (Pologne)
- Bobigny (France)
- Jyväskylä (Finlande)
- Lucerne (Suisse)
- Pérouse (Italie)
- Sioux Falls (États-Unis)
- Bonn (Allemagne)
- Serpoukhov (Russie)
- Versailles (France)

## Personnalités liées à la ville
- Pierre de Gayette (1688-1747), architecte huguenot français, né à Potsdam
- Voltaire (1694-1778), écrivain et philosophe français, séjourna trois ans à Potsdam
- Johann Joachim Quantz (1697-1773), compositeur baroque, flûtiste et maître de flûte du roi Frédéric II de Prusse, mort à Potsdam
- Michael Gabriel Fredersdorf (1708-1758), chambellan secret et confident de Frédéric II de Prusse, mort à Potsdam
- Julien Offray de La Mettrie (1709-1751), médecin et philosophe matérialiste et empiriste français, mort à Potsdam
- Francois-Gaspard-Balthazar Adam (1710-1761), artiste français, sculpteur principal du palais de Sanssouci à Potsdam
- Frédéric II de Prusse, dit Frédéric le Grand (1712-1786), roi de Prusse de 1740 à 1786, mort à Potsdam
- Carlo Graziani (†1787), compositeur et violoncelliste italien, mort à Potsdam
- Frédéric-Guillaume II de Prusse (1744-1797), roi de Prusse, mort à Potsdam
- Frédéric-Guillaume III (1770-1840), roi de Prusse, né à Potsdam
- Friedrich Sellow (1789-1831), botaniste et naturaliste allemand qui fut l'un des premiers à étudier la flore du Brésil, né à Potsdam
- Frédéric-Guillaume IV de Prusse (1795-1861), roi de Prusse, mort à Potsdam
- Ludwig Persius (1803-1845), architecte prussien, né et mort à Potsdam
- Charles Gustave Jacob Jacobi (1804-1851), mathématicien allemand, né à Potsdam
- Wilhelm von Humboldt (en français : Guillaume de Humboldt) (1767-1835), philosophe, diplomate et ministre de l'éducation prussien, fondateur de l'université de Berlin, né à Potsdam
- Hermann von Helmholtz (1821-1894), scientifique (physiologiste et physicien) allemand, né à Potsdam
- Frédérique Émilie Auguste O'Connell (1823-1885), peintre et portraitiste germano-française à l'époque du Second Empire, née à Potsdam
- Bernard de Gélieu (1828-1907), général prussien, mort à Potsdam
- Frédéric III (1831-1888), roi de Prusse et empereur allemand, né et mort à Potsdam
- Ernst Haeckel (1834-1919), biologiste, philosophe et libre penseur allemand, né à Potsdam
- Karl Moritz von Beurmann (1835-1863), explorateur, né à Potsdam
- Hermann Carl Vogel (1841-1907), astronome allemand, mort à Potsdam
- Cornelia Schorer (1863-1939), psychiatre allemande morte à Potsdam
- Johannes Götz (1865-1934), sculpteur allemand, mort à Potsdam
- Friedrich Wilhelm von Bissing (1873-1956), égyptologue né à Potsdam
- Wilhelm von Gayl (1879-1945), homme politique allemand, ministre du Reich à l'Intérieur, mort à Potsdam
- Hardy von François (1879-1951), acteur, né à Potsdam ;
- Eitel-Frédéric de Prusse (1883-1942), prince de la Maison de Hohenzollern, né et mort à Potsdam
- Auguste-Guillaume de Prusse (1887-1949), prince de la Maison de Hohenzollern, SA Brigadeführer (1931), SA Gruppenführer (1934) et SA Obergruppenführer (1943), né à Potsdam
- Willy Lorenz (1890-1971), coureur cycliste allemand, mort à Potsdam
- Gillis Grafström (1893-1938), patineur artistique suédois, mort à Potsdam
- Elisabeth von Schleicher (1893-1934), épouse du chancelier allemand Kurt von Schleicher, morte à Potsdam
- Maria Wiedmaier (1896-1977), résistante communiste contre le nazisme, morte à Groß Glienicke
- Hasso von Manteuffel (1897-1978), général et politicien allemand, né à Potsdam
- Harald Poelchau (1903-1972), pasteur protestant et aumônier de prison, né à Potsdam
- Egon Eiermann (1904-1970), l'un des plus éminents architectes allemand dans la seconde moitié du XXe siècle, né à Potsdam
- Adam von Trott zu Solz (1909-1944), diplomate allemand et victime du régime nazi, né à Potsdam
- Hilla Wobeser (Hilla Becher) (1934-2015), photographe allemande, née à Potsdam
- Wolfgang Joop (1944-), styliste allemand, né à Potsdam
- Nikolay Balboshin (1949-), lutteur soviétique, champion olympique et du monde.
- Matthias Platzeck (1953-), homme politique allemand, né à Potsdam
- Günther Jauch (1956-), animateur, journaliste et producteur de télévision allemand, habite à Potsdam
- Jörg Behrend (1966-), gymnaste artistique allemand, né à Potsdam
- Birgit Peter (1967-), rameuse d'aviron allemande, née à Potsdam
- Stefanie Stappenbeck (1974-), actrice allemande, née à Potsdam
- Andreas Barucha (1979-), bobeur allemand, né à Potsdam
- Linda Teuteberg (1981-), avocate, députée au Bundestag a étudié et habite à Potsdam.
- Sasha Zvereva, (1981) chanteuse russe, née à Potsdam.
- Daniela Reimer (1982-), rameuse allemande, née à Potsdam
- Torsten Eckbrett (1984-), kayakiste allemand, né à Potsdam
- Mikhail Hrabowski (1984-), joueur de hockey sur glace biélorusse, notamment des Canadiens de Montréal et des Maple Leafs de Toronto, né à Potsdam
- Stefan Kollner (1984-), pentathlonien allemand, né à Potsdam
- Marc Stein (1985-), footballeur allemand, né à Potsdam
- Jonathan Erdmann (1988-), joueur de beach-volley allemand, né à Potsdam
- Olia Tira (1988-), chanteuse moldave, née à Potsdam
- Fabian Böhm (1989-), handballeur allemand, né à Potsdam
- Vladimir Morozov (1992-), patineur artistique de danse sur glace russe, né à Potsdam
- Friedrich-Wilhelm von Herrmann (1934-2022), philosophe allemand, né à Potsdam.

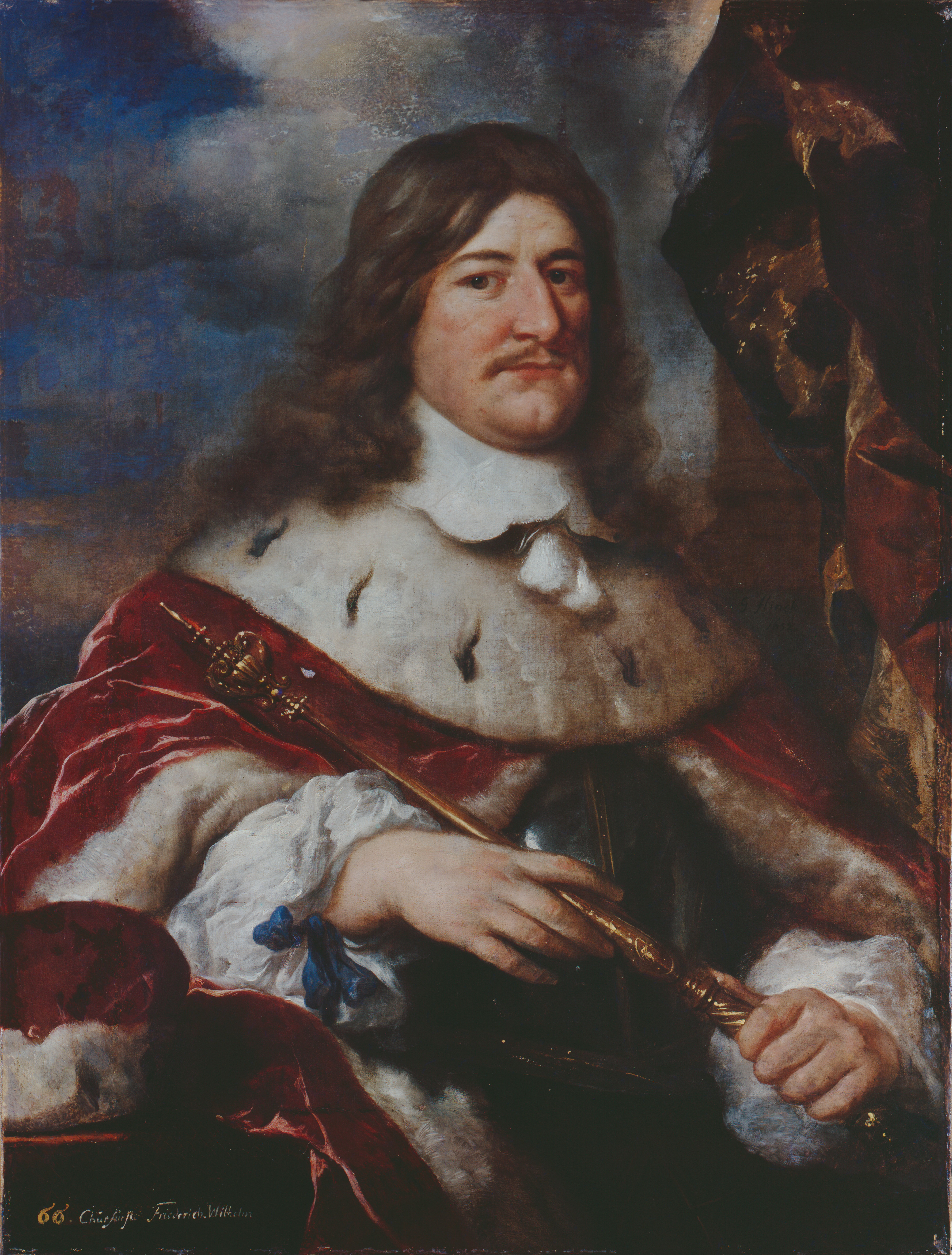
Frédéric-Guillaume Ier
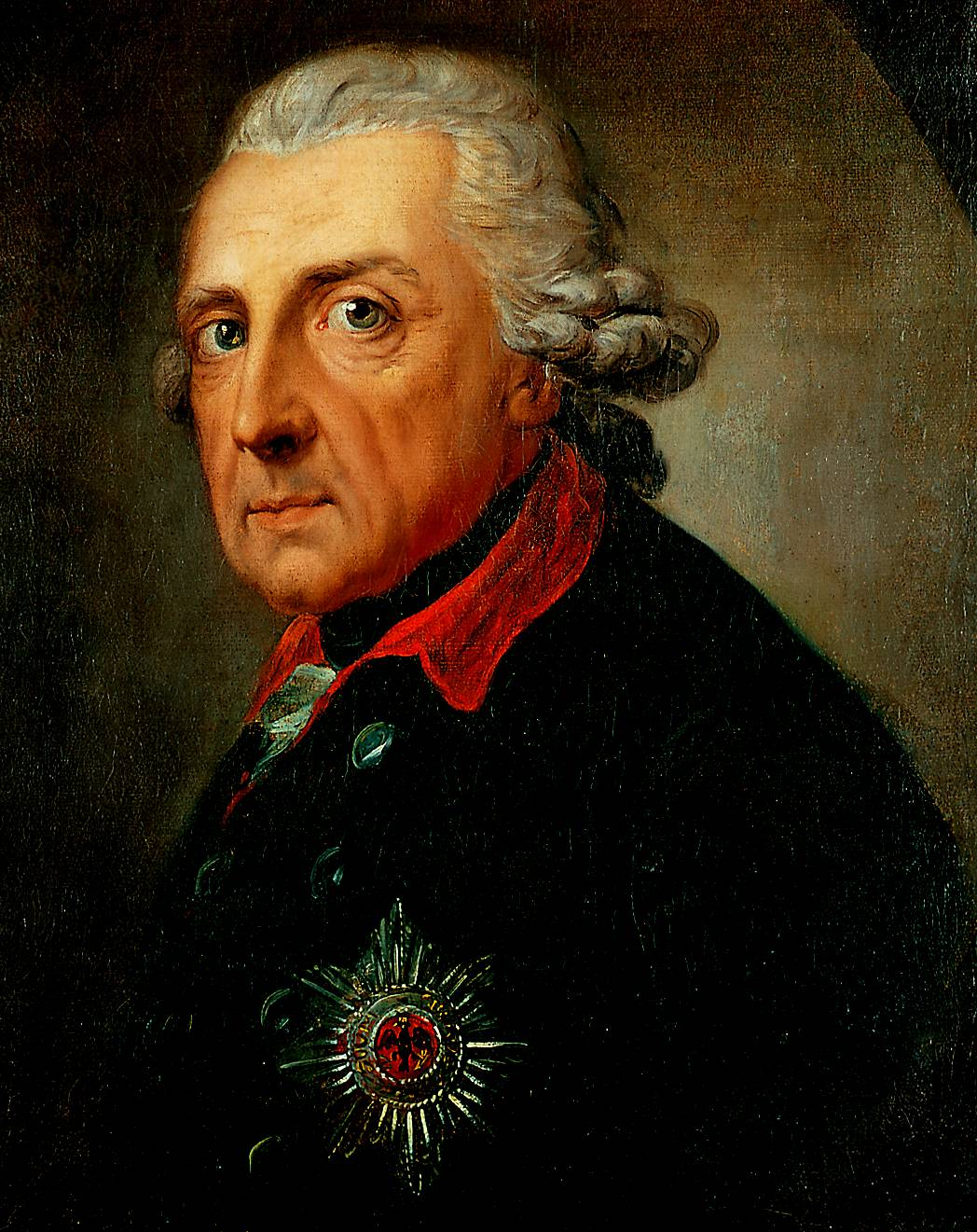
Frédéric II
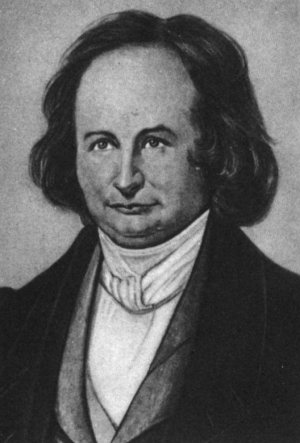
Charles Gustave Jacob Jacobi
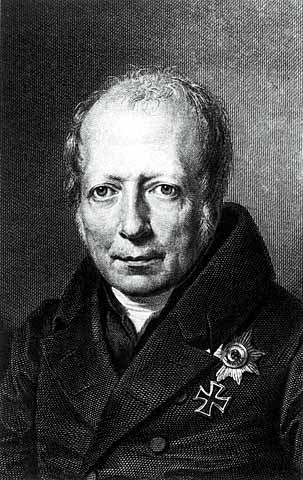
Wilhelm von Humboldt
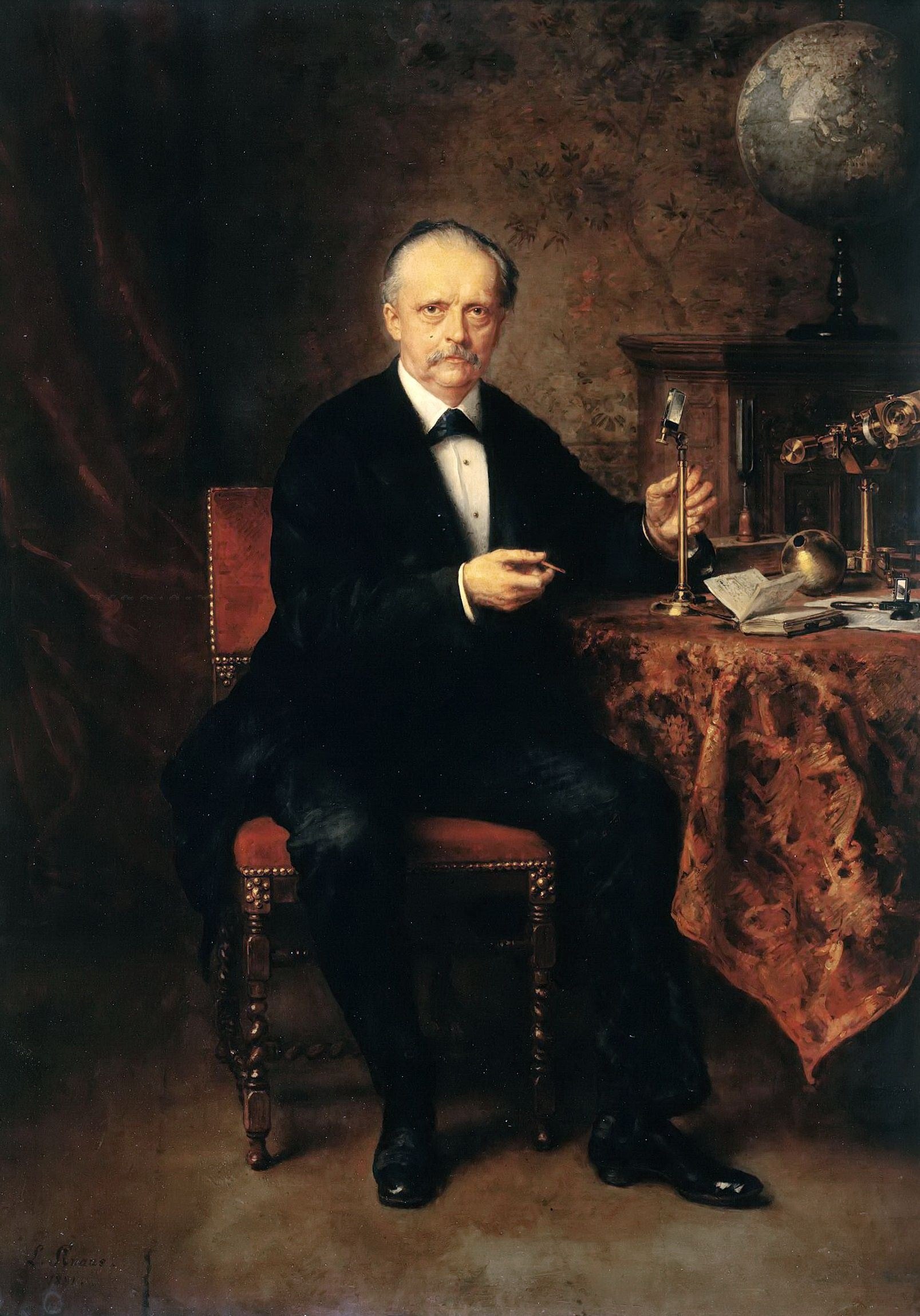
Hermann von Helmholtz
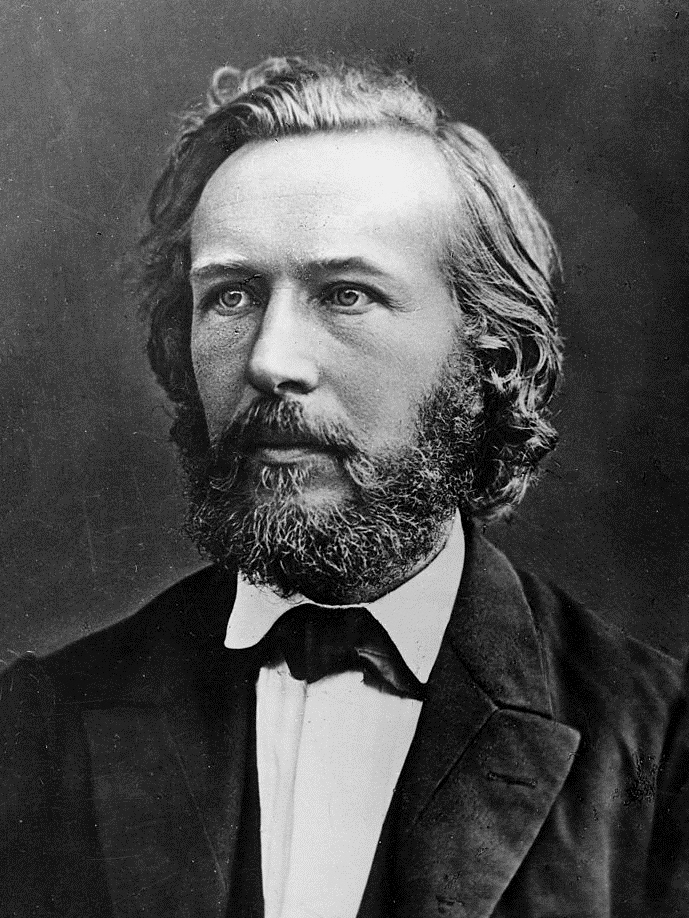
Ernst Haeckel
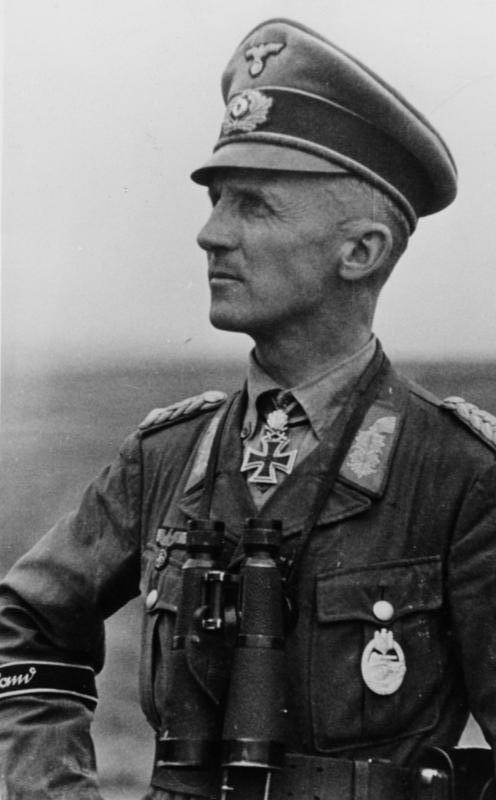
Hasso von Manteuffel
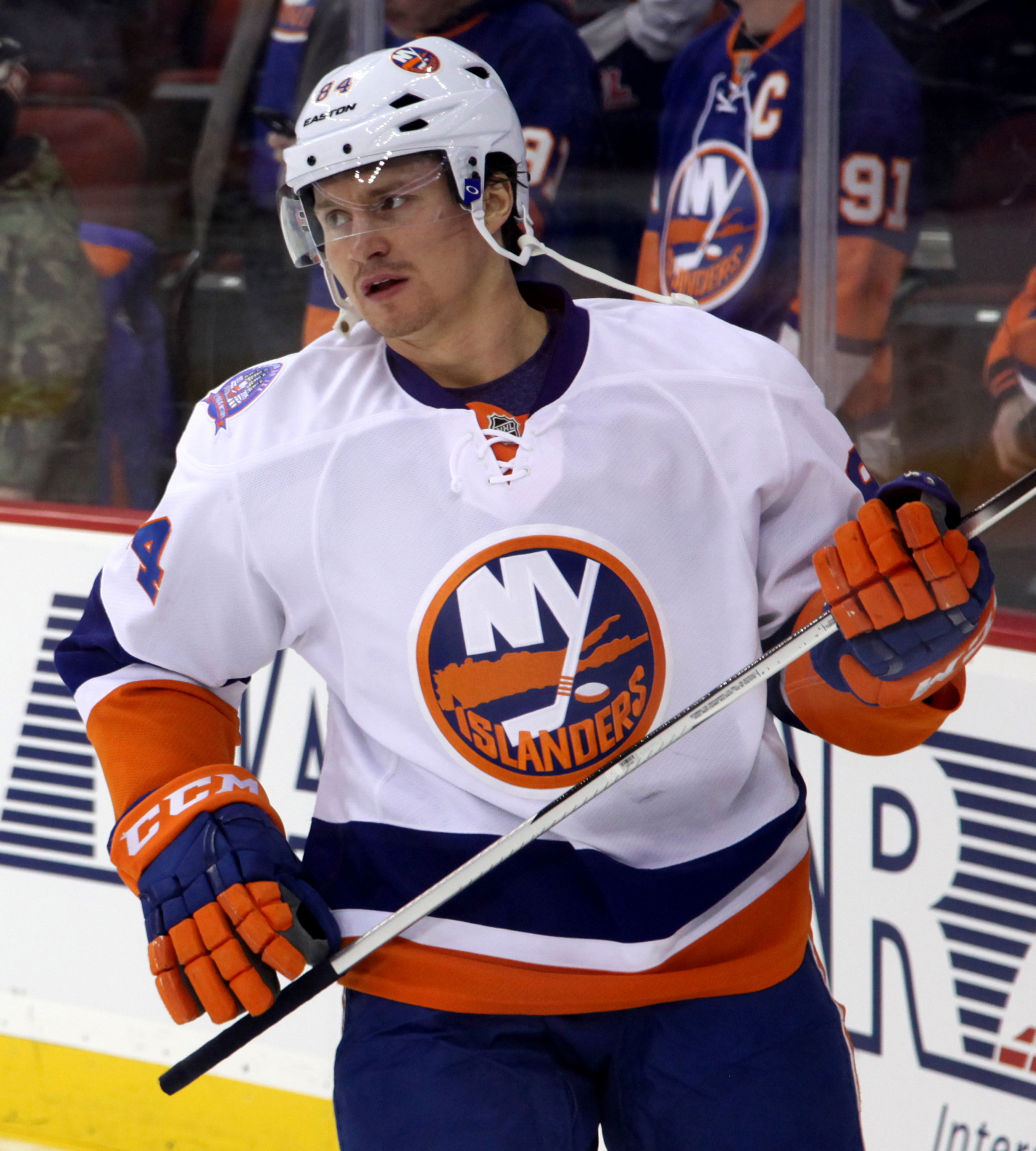
Mikhail Hrabowski
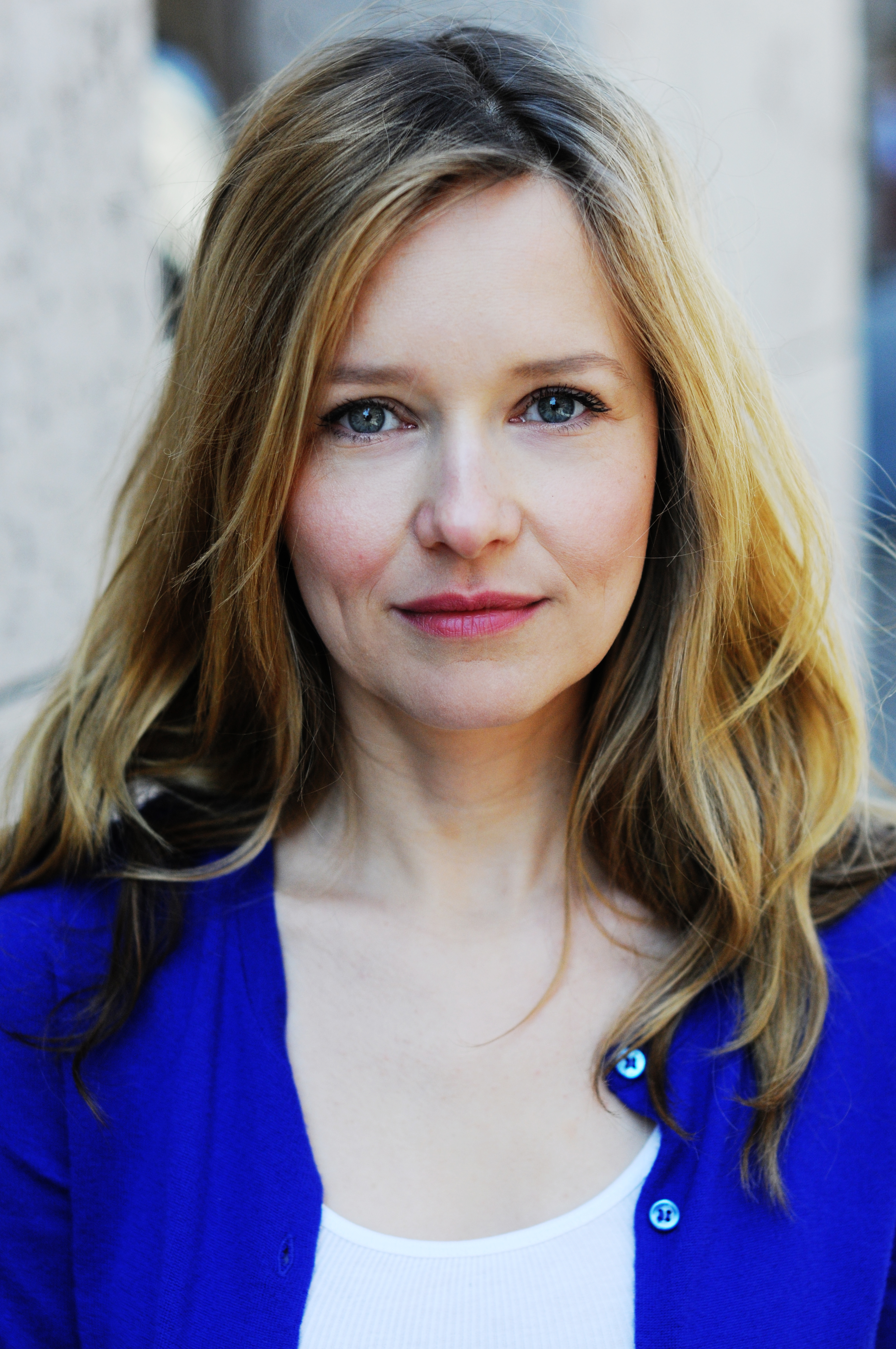
Stefanie Stappenbeck
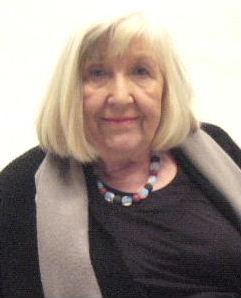
Hilla Becher
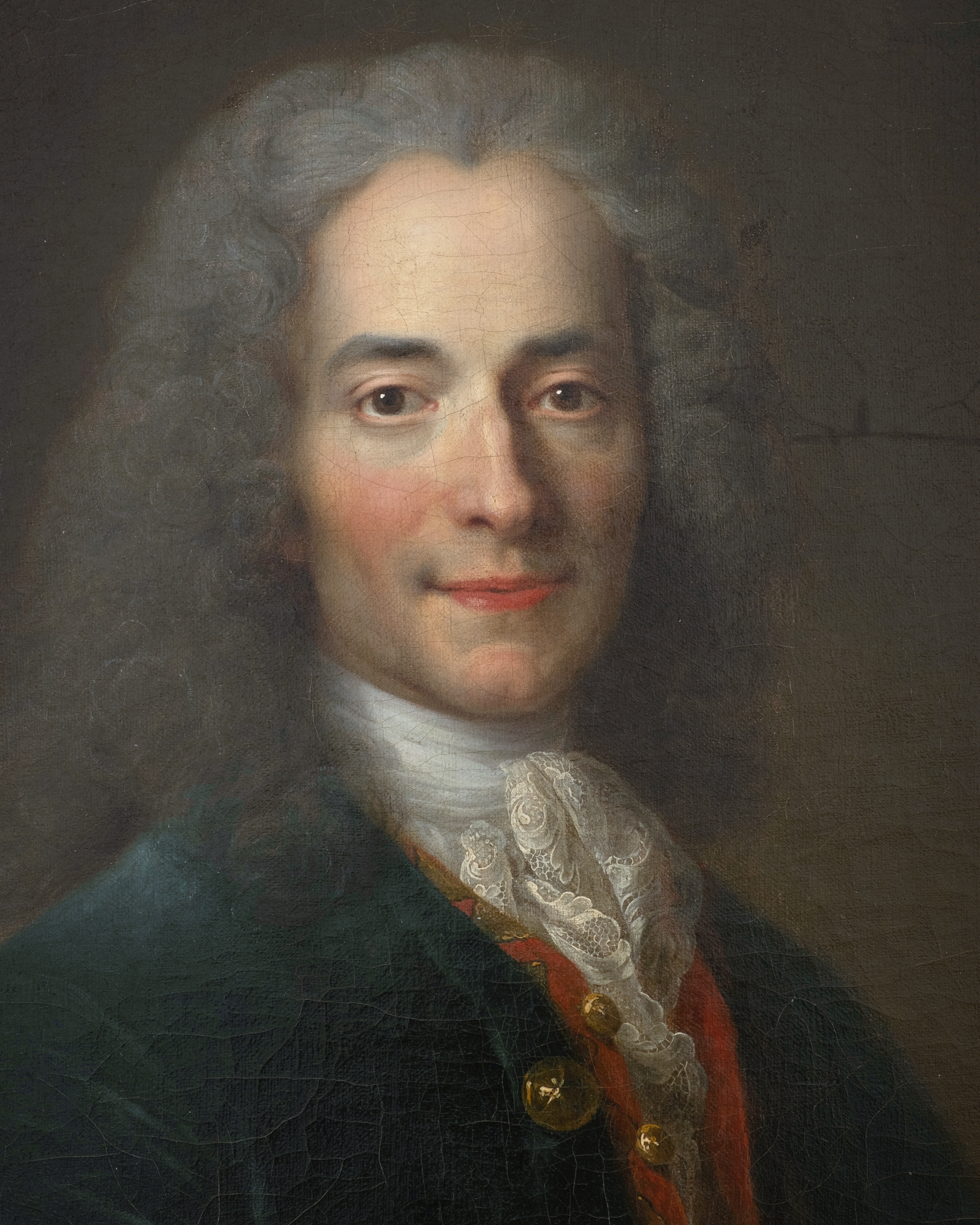
Voltaire

## Honneurs
L'astéroïde (5816) Potsdam porte son nom.